# Ernesto Fontán
Ernesto Fontán (Buenos Aires, 12 de abril de 1979) es un director de cine y documentalista argentino.
Nació el 12 de abril de 1979  en Buenos Aires, Argentina. Graduado en Licenciatura en Audiovisión de la Universidad Nacional de Lanús.
En 2021 dirige su ópera prima documental Tarará. 

## Filmografía
- 2021 - Tarará.[3] (Documental). Director, Guionista, Productor y Montajista